# Monanthotaxis bokoli
Monanthotaxis bokoli är en kirimojaväxtart som först beskrevs av De Wild. och Théophile Alexis Durand, och fick sitt nu gällande namn av Bernard Verdcourt. Monanthotaxis bokoli ingår i släktet Monanthotaxis och familjen kirimojaväxter. Inga underarter finns listade i Catalogue of Life.